# Braunsapis acuticauda
Braunsapis acuticauda là một loài Hymenoptera trong họ Apidae. Loài này được Michener mô tả khoa học năm 1971.